# 小行星19025
小行星19025（19025 Arthurpetron）是一颗绕太阳运转的小行星，为主小行星带小行星。该小行星于2000年9月24日发现。

## 轨道参数
小行星19025的轨道半长轴为2.4402466 UA，离心率为0.086。